# 澳門通股份有限公司
澳門通股份有限公司（英語：Macau Pass S.A.）於2006年8月在澳門註冊成立。業務主要是承接澳門新福利公共汽車有限公司的自動繳費系統。2022年3月24日，由阿里巴巴集團與螞蟻集團共同持股五成半的亞博科技控股有限公司正式完成對該公司的收購，成為亞博科技全資附屬公司。

## 「澳門通」卡
「澳門通」是一個使用非接觸式智能卡的電子繳費系統，原意是為澳門公共交通帶來一種簡單的付款方式。公司利用了新福利「澳門通」IC卡的系統基礎上，重新研發一套新的電子支付系統，服務範圍由只提供簡便的巴士繳費服務，拓展到其他服務及消費的層面，包括一般零售業務，甚至更可用作核證持卡人身份，藉此進出大廈及學校等地，大概原意與香港的「八達通」一樣，採取一人一卡模式。

## MPay 澳門錢包
MPay 澳門錢包是澳門通公司推出的移動支付服務，佔全澳居民移動交易的九成，至今已應用線上和線下不同形式的移動支付。與澳門通不同，MPay只能加值，餘額不能退回，除非戶主身亡。

### 沿革
- 2014年，澳門通公司推出移動支付服務「澳門通錢包」。
- 2017年，與大豐銀行、澳門國際銀行及廣發銀行達成戰略合作夥伴關係，啟用快捷支付服務。支付方式由網上購物增加掃二碼碼支付及銀行卡快捷綁卡服務，並按市民個人資料完整度可最多充值兩萬元[3]。
- 2018年5月11日，澳門通公司舉行「澳門通　新形象　新支付」推介會，會上介紹其新設計的品牌及產品形象。其中手提電話支付服務「澳門通錢包」更名為「MPay 澳門錢包」[4]。
- 2018年5月19日，中國銀行澳門分行與澳門通公司簽署戰略合作協議，為市民和商戶提供便捷的電子支產品服務。其計劃包括短期內聯合發行具自動加值功能的中銀澳門通卡及MPay澳門錢包[5]。
- 2018年7月26日，推出綁信用卡充值服務，首個提供服務機構為澳門商業銀行[6]。
- 2019年1月30日，與華僑永亨銀行宣佈戰略合作，推出「華僑永亨信用卡MPay錢包加值服務」及全新卡面設計之「澳門通聯營信用卡」[7]。
- 2019年12月20日，開通香港特別行政區及中國大陸的跨境支付服務，其中在中國大陸跨境支付服務獲中國人民銀行批准，成為獲准在中國境內跨境使用的首家总部在境外的金融機構推出的境外電子錢包[8]。推出乘車碼功能，支援全澳巴士車資支付。MPark停車場無感支付同時啟用[9][10]。澳門大西洋銀行啟用快捷支付服務。
- 2020年4月24日，新增工銀澳門賬戶及信用卡綁定快捷支付服務[11]。
- 2021年2月，增加中國銀行澳門分行快捷支付服務。另外為配合澳門金融管理局推出的“聚易用 Simple Pay”服務，該公司在服務推出前開始為中小企自動升級二維碼終端機的後台系統為「聚易用」[12]。
- 2023年8月11日，公共巴士乘車碼服務升級為“聚易用+”（“Simple Pay＋”）[13]。
- 2023年8月24日，亞博科技控股宣布，附屬公司澳門通聯合Alipay+拓展跨境支付業務覆蓋範圍至海外國家，包括阿拉伯聯合酋長國、英國、瑞士、歐洲經濟區國家（例如法國、德國及意大利）、澳洲、新西蘭、卡塔爾、新加坡、馬來西亞、南韓、日本、菲律賓、泰國及美國，預計於同年第三季或第四季推出[14]。
- 2025年4月2日，MPay應用程式即日起可用於乘搭廣州全市公共交通，包括地鐵、巴士、有軌電車、水上巴士以及佛山地鐵[15]。

## mFood
mFood是澳門通旗下的平台外賣服務，於2020年10月17日開始運作，初期只接受氹仔地區服務，後期開通澳門半島、路環 (部分區域除外)及澳門大學新校區的配送服務。

## 來源
「澳門通」是澳門新福利公共汽車有限公司旗下於1999年推出的新福利IC卡的品牌名稱。

## 產品
- 租用版「澳門通」卡

也稱非個人化「澳門通」卡，是一張不記名卡，適合一般市民及旅客使用。
- 銷售版「澳門通」卡

也稱個人化「澳門通」卡，是一張記名卡，可因應個人需要設置不同的應用，持卡人須提供所需所個人資料。
- 內置式「澳門通」手錶（未推出）
- Mpay

也稱澳門錢包，是一個移動支付 App。
- Mfood

是一個外賣服務平台。

## 外部連結
- 澳門通股份有限公司-網頁 （页面存档备份，存于）
- 澳門新福利公共汽車有限公司-網頁 （页面存档备份，存于）